# Rivery

Rivery este o comună în departamentul Somme, Franța. În 1 ianuarie 2022 avea o populație de 3.609 de locuitori.